# Pristimantis moro
Eleutherodactylus moro là một loài động vật lưỡng cư trong họ Strabomantidae, thuộc bộ Anura. Loài này được Savage mô tả khoa học đầu tiên năm 1965.